# Palaeophilotes
Palaeophilotes is een geslacht van vlinders uit de familie van de Lycaenidae, de kleine pages, vuurvlinders en blauwtjes. De wetenschappelijke naam en de beschrijving van dit geslacht werden voor het eerst in 1938 gepubliceerd door Walter Forster.
Dit geslacht is monotypisch, dat wil zeggen dat het maar één soort heeft namelijk Palaeophilotes triphysina Staudinger, 1892 uit Noordwest-China.